# Falske venner
Falske venner (fransk faux amis, tysk falsche Freunde, engelsk false friends) er inden for sprogvidenskaben ordpar, der på to sprog eller dialekter minder om hinanden i udtale og/eller stavemåde, men har forskellig betydning.

## Konsekvenser
Falske venner kan medføre vanskeligheder for dem, der lærer et nyt fremmedsprog. Det gælder især sprog, der er relateret til ens eget sprog, fordi det er nemt at misforstå ordene på grund af sprogenes lighed. Fordi falske venner er et problem for sprogstuderende, laver deres lærere ofte lister over falske venner.
Her er to eksempler på falske venner:
- Både dansk og svensk har ordet "rolig", men det betyder "fredelig" på dansk og "sjovt" på svensk.
- "Fyrretræ" på dansk hedder "pine tree" på engelsk, mens "fir tree" på engelsk betyder "ædelgran" på dansk.

Falske venner findes også inden for varianter af samme sprog. For eksempel har britisk engelsk og amerikansk engelsk ord, der skrives og udtales ens, men har forskellig betydning. Et eksempel er ordet "athletics", som på britisk engelsk betyder atletik (løb, kast osv.), mens det på amerikansk engelsk betyder sport generelt.